# Dicranomyia (Dicranomyia) phalaris
Dicranomyia (Dicranomyia) phalaris is een tweevleugelige uit de familie steltmuggen (Limoniidae). De soort komt voor in het Afrotropisch gebied.